# Agathe Valentine Consuelo Sinaré
Agathe Valentine Consuelo Sinaré est une écrivaine et chanteuse burkinabè née à Boromo. Originaire de Zitenga dans la région du Plateau Central, elle est auteure de quatre livres.

## Biographie

### Enfance et études
Agathe Valentine Consuelo,naît à Boromo. Enseignante de profession, elle est actuellement administratrice scolaire et universitaire à la direction régionale des enseignements post primaire et secondaire du centre au Burkina Faso. Passionnée de la littérature et de la musique, elle interprète des chansons. 

## Œuvres littéraires
- 2015 : La paix, j’y crois ! Pour la paix je m’engage, éditions Folio.
- 2020 : L’Espoir des ruines, Poésie, édition Amazon Burkina.
- 2019 : Collaboration avec « Des Mots d’Elle »[4] , édition Sankofa.
- 2022 : Joyeux anniversaire, roman, édition HECTOR ADAMS
- 2024 : Par la force des choses: recueil de nouvelles, Royale édition

## Œuvres musicales
- 2012 : Dieu n’a pas de religion
- 2018 : Burkina Faso
- 2019 : POUUSGO

## Activités sociales
Elle est la fondatrice du projet programme – Université citoyenne- et du grand prix national de la Culture, du Civisme et de la Citoyenneté.  Artiste, elle a organisé le concert des femmes pour la paix. Elle a aussi initié le projet de formation de jeunes filles instrumentistes. 